# 上塞坎普山

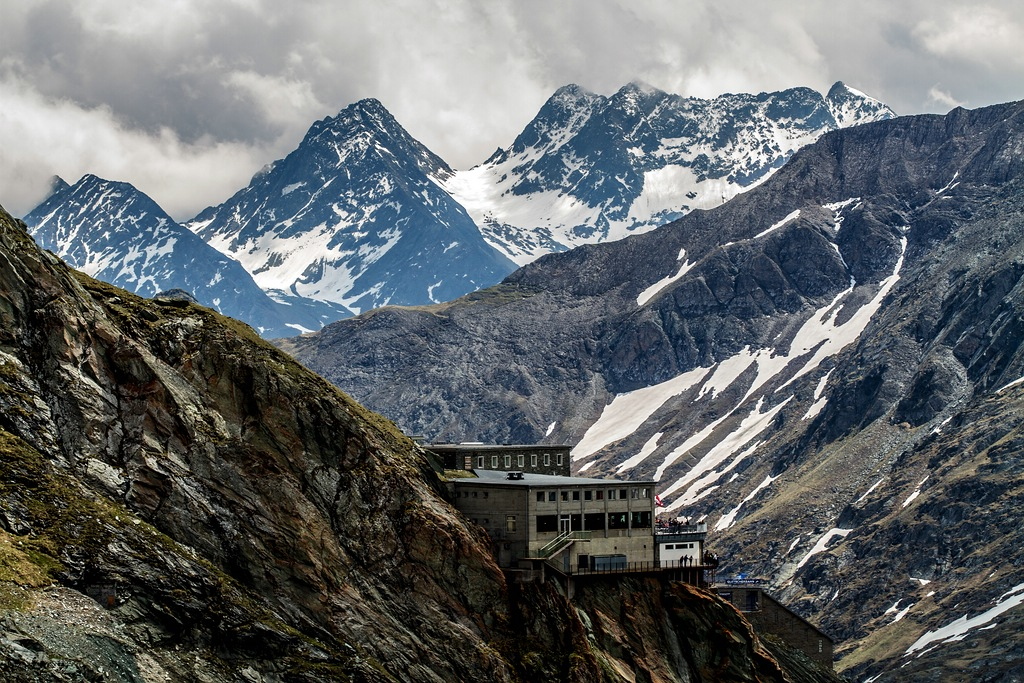

46°59′45″N 12°48′12″E / 46.995929°N 12.803208°E
上塞坎普山（德語：Hoher Seekamp），是奧地利的山峰，位於該國南部，由克恩頓州負責管轄，屬於舍貝爾山脈的一部分，海拔高度3,112米，每年平均降雨量2,138毫米，人類在1890年首次登頂。